# Cominciamo bene
Cominciamo bene è stato un programma televisivo italiano di genere talk show andato in onda su Rai 3 nella fascia del mattino, dal 15 novembre 1999 al 2012, alla cui conduzione si sono susseguiti diversi conduttori.

## La trasmissione
La trasmissione andava in onda da lunedì al venerdì ogni mattina su Rai 3, proponendosi come alternativa al talk di Rai 1 Unomattina; inizialmente trasmesso a partire dalle 10.00, nel corso delle stagioni l'orario di partenza è stato anticipato alle 9.00. Si trattava di un talk show che trattava temi leggeri e proponeva diverse rubriche spesso realizzate in collaborazione con la testata giornalistica di rete, il TG3, e con le redazioni locali della Rai, senza trascurare l'attualità e la cronaca. Nel 2000 veniva coinvolto anche il pubblico, chiamato ad esprimersi tramite televoto sul "tema del giorno".

### I conduttori
I primi presentatori del talk show sono stati Toni Garrani e Manuela Di Centa (1999-2000), quest'ultima sostituita da Ilaria Capitani (2000-2002) e in seguito da Elsa Di Gati (2002-2003). La Di Gati è rimasta alla guida del programma anche nelle stagioni successive, al fianco di Corrado Tedeschi (2003-2005) e Fabrizio Frizzi (2005-2010). Dal 2005 al 2010 ai conduttori si è affiancata inoltre la cantante Rita Forte, alla quale è stata affidata la parte musicale. L'edizione 2002-2003 ha avuto nel cast anche Antonello Dose e Marco Presta.
Dal 2001 il programma è andato in onda anche nei mesi estivi con il titolo Cominciamo bene Estate; questa versione è stata condotta da Corrado Tedeschi, Ilaria D'Amico e Pino Strabioli (2001-2003), Michele Mirabella (2004-2010) insieme a Selvaggia Lucarelli (2004), Ambra Angiolini (2005) e Arianna Ciampoli (2006-2010). Quest'ultima ha condotto anche le ultime due edizioni intitolate semplicemente Cominciamo bene (essendo venuta meno la versione invernale non aveva senso precisare Estate nel titolo) insieme a Giovanni Anversa (2011-2012). Per molte edizioni la parte musicale della versione estiva del programma è stata affidata al maestro Vito Terribile.

## Edizioni

### Cominciamo bene
| Edizione | Stagione  | Conduttori       | Conduttori       | Cast fisso | Studio di messa in onda                                            |
| -------- | --------- | ---------------- | ---------------- | ---------- | ------------------------------------------------------------------ |
| 1        | 1999-2000 | Toni Garrani     | Manuela Di Centa | -          | Studio 1 del Centro di Produzione Rai della DEAR-Nomentano di Roma |
| 2        | 2000-2001 | Toni Garrani     | Ilaria Capitani  | -          | Studio 1 del Centro di Produzione Rai della DEAR-Nomentano di Roma |
| 3        | 2001-2002 | Toni Garrani     | Ilaria Capitani  | -          | Studio 1 del Centro di Produzione Rai della DEAR-Nomentano di Roma |
| 4        | 2002-2003 | Toni Garrani     | Elsa Di Gati     | -          | Studio 1 del Centro di Produzione Rai della DEAR-Nomentano di Roma |
| 5        | 2003-2004 | Corrado Tedeschi | Elsa Di Gati     | -          | Studio 1 del Centro di Produzione Rai della DEAR-Nomentano di Roma |
| 6        | 2004-2005 | Corrado Tedeschi | Elsa Di Gati     | -          | Studio 1 del Centro di Produzione Rai della DEAR-Nomentano di Roma |
| 7        | 2005-2006 | Fabrizio Frizzi  | Elsa Di Gati     | Rita Forte | Studio 1 del Centro di Produzione Rai della DEAR-Nomentano di Roma |
| 8        | 2006-2007 | Fabrizio Frizzi  | Elsa Di Gati     | Rita Forte | Studio 1 del Centro di Produzione Rai della DEAR-Nomentano di Roma |
| 9        | 2007-2008 | Fabrizio Frizzi  | Elsa Di Gati     | Rita Forte | Studio 1 del Centro di Produzione Rai della DEAR-Nomentano di Roma |
| 10       | 2008-2009 | Fabrizio Frizzi  | Elsa Di Gati     | Rita Forte | Studio 1 del Centro di Produzione Rai della DEAR-Nomentano di Roma |
| 11       | 2009-2010 | Fabrizio Frizzi  | Elsa Di Gati     | Rita Forte | Studio 1 del Centro di Produzione Rai della DEAR-Nomentano di Roma |

### Cominciamo bene Estate
Le ultime due edizioni, in onda rispettivamente nelle estati 2011 e 2012, vengono intitolate semplicemente Cominciamo Bene, essendo venuta meno la versione classica della trasmissione. La trasmissione tuttavia mantiene programmazione e struttura delle precedenti versioni estive. 
| Edizione | Estate | Conduttori        | Conduttori          | Cast fisso     | Cast fisso     | Studio di messa in onda                                            |
| -------- | ------ | ----------------- | ------------------- | -------------- | -------------- | ------------------------------------------------------------------ |
| 1        | 2001   | Corrado Tedeschi  | Ilaria D'Amico      | Vito Terribile | Pino Strabioli | Studio 2 del Centro di Produzione Rai della DEAR-Nomentano di Roma |
| 2        | 2002   | Corrado Tedeschi  | Ilaria D'Amico      | Vito Terribile | Marco Di Buono | Studio 2 del Centro di Produzione Rai della DEAR-Nomentano di Roma |
| 3        | 2003   | Corrado Tedeschi  | Ilaria D'Amico      | Vito Terribile | Marco Di Buono | Studio 2 del Centro di Produzione Rai della DEAR-Nomentano di Roma |
| 4        | 2004   | Michele Mirabella | Selvaggia Lucarelli | Vito Terribile | Marco Di Buono | Studio 2 del Centro di Produzione Rai della DEAR-Nomentano di Roma |
| 5        | 2005   | Michele Mirabella | Ambra Angiolini     | Vito Terribile |                | Studio 2 del Centro di Produzione Rai della DEAR-Nomentano di Roma |
| 6        | 2006   | Michele Mirabella | Arianna Ciampoli    | Vito Terribile |                | Studio 2 del Centro di Produzione Rai della DEAR-Nomentano di Roma |
| 7        | 2007   | Michele Mirabella | Arianna Ciampoli    | Vito Terribile |                | Studio 2 del Centro di Produzione Rai della DEAR-Nomentano di Roma |
| 8        | 2008   | Michele Mirabella | Arianna Ciampoli    | Vito Terribile |                | Studio 2 del Centro di Produzione Rai della DEAR-Nomentano di Roma |
| 9        | 2009   | Michele Mirabella | Arianna Ciampoli    | Vito Terribile |                | Studio 2 del Centro di Produzione Rai della DEAR-Nomentano di Roma |
| 10       | 2010   | Michele Mirabella | Arianna Ciampoli    |                |                | Studio 2 del Centro di Produzione Rai della DEAR-Nomentano di Roma |
| 11       | 2011   | Giovanni Anversa  | Arianna Ciampoli    |                |                | Studio 2 del Centro di Produzione Rai della DEAR-Nomentano di Roma |
| 12       | 2012   | Giovanni Anversa  | Arianna Ciampoli    |                |                | Studio 2 del Centro di Produzione Rai della DEAR-Nomentano di Roma |

## Spin-off
| Edizione | Stagione  | Programma                                     | Programma                                      | Programma                                          | Programma                                             |
| -------- | --------- | --------------------------------------------- | ---------------------------------------------- | -------------------------------------------------- | ----------------------------------------------------- |
| 1        | 1999-2000 | -                                             | -                                              | -                                                  | -                                                     |
| 2        | 2000-2001 | Aspettando Cominciamo bene con Pino Strabioli | Aspettando Cominciamo bene con Pino Strabioli  | Aspettando Cominciamo bene con Pino Strabioli      | Aspettando Cominciamo bene con Pino Strabioli         |
| 3        | 2001-2002 | Aspettando Cominciamo bene con Pino Strabioli | Aspettando Cominciamo bene con Pino Strabioli  | Aspettando Cominciamo bene con Pino Strabioli      | Aspettando Cominciamo bene con Pino Strabioli         |
| 4        | 2002-2003 | Aspettando Cominciamo bene con Pino Strabioli | Aspettando Cominciamo bene con Pino Strabioli  | Aspettando Cominciamo bene con Pino Strabioli      | Aspettando Cominciamo bene con Pino Strabioli         |
| 5        | 2003-2004 | Cominciamo bene - Prima con Pino Strabioli    | Cominciamo bene - Le Storie con Corrado Augias | Cominciamo bene - Animali e Animali con Licia Colò | -                                                     |
| 6        | 2004-2005 | Cominciamo bene - Prima con Pino Strabioli    | Cominciamo bene - Le Storie con Corrado Augias | Cominciamo bene - Animali e Animali con Licia Colò | -                                                     |
| 7        | 2005-2006 | Cominciamo bene - Prima con Pino Strabioli    | Cominciamo bene - Le Storie con Corrado Augias | Cominciamo bene - Animali e Animali con Licia Colò | Cominciamo bene - Album con Enza Sampò                |
| 8        | 2006-2007 | Cominciamo bene - Prima con Pino Strabioli    | Cominciamo bene - Le Storie con Corrado Augias | Cominciamo bene - Animali e Animali con Licia Colò | Cominciamo bene - Indice di Gradimento con Enza Sampò |
| 9        | 2007-2008 | Cominciamo bene - Prima con Pino Strabioli    | Cominciamo bene - Le Storie con Corrado Augias | Cominciamo bene - Animali e Animali con Licia Colò | Cominciamo bene - Indice di Gradimento con Enza Sampò |
| 10       | 2008-2009 | Cominciamo bene - Prima con Pino Strabioli    | Cominciamo bene - Le Storie con Corrado Augias | Cominciamo bene - Animali e Animali con Licia Colò | -                                                     |
| 11       | 2009-2010 | Cominciamo bene - Prima con Pino Strabioli    | Cominciamo bene - Le Storie con Corrado Augias | -                                                  | -                                                     |

### Aspettando Cominciamo bene(1999-2003) /Cominciamo bene Prima(2003-2010)
Rubrica in onda per dieci stagioni condotta da Pino Strabioli che nel suo salotto intervista personaggi legati al mondo dello spettacolo e del teatro. Al suo fianco il maestro Leo Sanfelice, l'ex Signorina buonasera della Rai Katia Svizzero, l'attrice Paola Pessot, l'attore Roberto Calabrese e l'astrologo Paolo Crimaldi.

### Cominciamo bene - Animali e Animali(2003-2008) /Cominciamo bene - Animali e Animali e...(2008-2009)
Rubrica condotta da Licia Colò dal 2003 al 2009, nella quale venivano trattati argomenti riguardanti gli animali, la natura e l'ambiente che ci circonda. La trasmissione va inoltre in onda con una versione estiva nel 2008.

### Cominciamo bene - Le storie(2003-2010)
Rubrica che va in onda dal 2003 dalle ore 12:45 alle ore 13:10, condotta dal giornalista Corrado Augias dove presenta un nuovo libro ed intervista scrittori contemporanei. Nel 2010 è diventato un programma autonomo col titolo Le storie - Diario italiano.

### Cominciamo bene - Album(2005-2006)
Rubrica andata in onda esclusivamente dal 4 ottobre 2005 al 30 maggio 2006 condotta da Enza Sampò, dedicata agli usi e costumi del passato.

### Cominciamo bene - Indice di gradimento(2006-2008)
Rubrica dedicata al mondo della televisione andata in onda nella prima edizione dal 3 ottobre 2006 fino al 29 maggio 2007 poi dal 3 ottobre 2007 fino al 28 maggio 2008 condotta da Enza Sampò.

### Cominciamo bene - Condominio Terra(Estate 2010)
Rubrica che va in onda in estate da giugno a settembre 2010 dalle ore 13:00 alle ore 13:10, condotta da Licia Colò. La rubrica tratta argomenti riguardanti i vari problemi del vivere dell'uomo con l'ambiente. Da giugno a settembre 2011, il programma diventa una trasmissione autonoma ed assume il titolo di Condominio Terra.